# Werner & Mertz
Die Werner & Mertz GmbH ist ein familiengeführter mittelständischer Hersteller von Reinigungs- und Pflegemitteln mit Hauptsitz in Mainz. Das Unternehmen geht auf die 1867 gegründete Wachsfabrik „Gebrüder Werner“ zurück. Seit 1901 vertreibt Werner & Mertz Schuhcreme unter der Marke Erdal. Nach dem Zweiten Weltkrieg wurde das Angebot um Haushaltsreiniger erweitert. Die umsatzstärkste Marke ist Frosch, die seit 1986 ökologische Haushaltsreiniger anbietet. Für seine Bemühungen um den Umweltschutz erhielt Inhaber Reinhard Schneider 2019 den Deutschen Umweltpreis.

## Geschichte

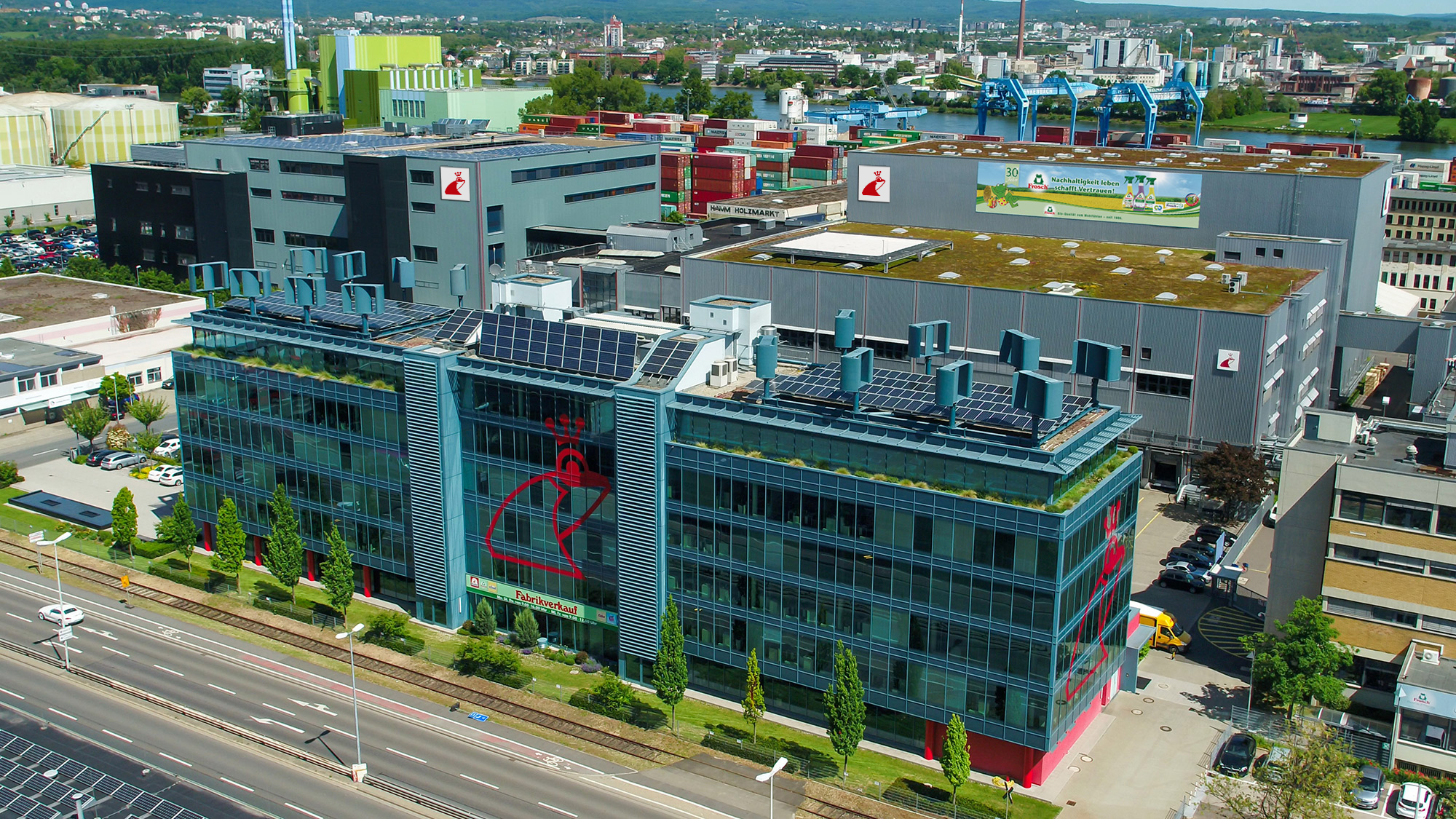
Werner & Mertz Mainz

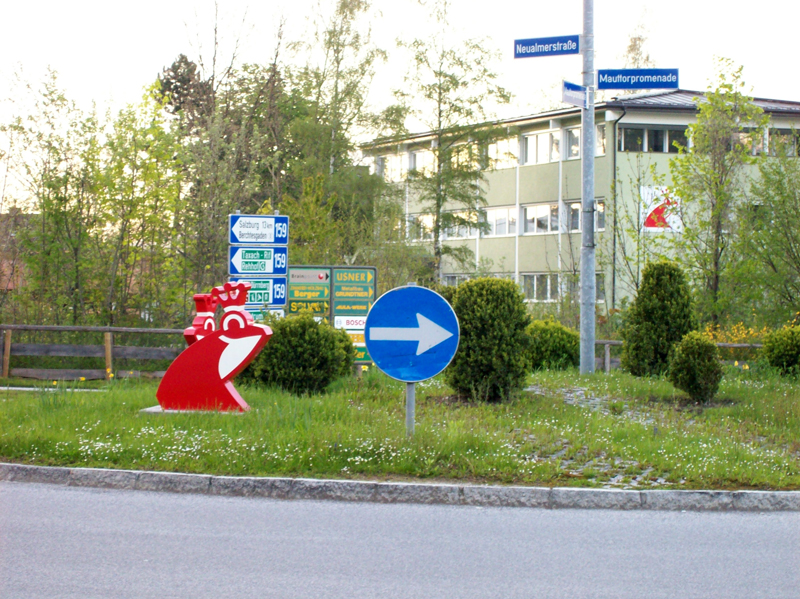
Erdal-Werk in Hallein im Hintergrund

### Gründung, Standorte und Leitung
Das Unternehmen wurde am 23. Oktober 1867 von den Brüdern Friedrich Christoph Werner und Georg Werner in Mainz als „Wachswaren- und Siegellackfabrik Gebrüder Werner“ gegründet. Bereits 1878 schied Georg Werner wegen finanzieller Differenzen aus dem Unternehmen aus. Für ihn trat der Saarbrücker Kaufmann Georg Mertz als neuer Teilhaber bei. Durch diese neue Partnerschaft erhielt die Fabrik 1878 den bis heute aktuellen Namen „Werner & Mertz“. Mertz starb 1887, woraufhin sein Schwager Philipp Adam Schneider die Unternehmensleitung zusammen mit Friedrich Christoph Werner übernahm. Bis heute befindet sich die Leitung in den Händen der Nachkommen von Philipp Adam Schneider.
Zunehmende wirtschaftliche Erfolge führten bereits 1895 zum Bau und Bezug eines fünfstöckigen Unternehmensgebäudes in der Erthalstraße nahe dem Mainzer Hauptbahnhof. Nach Philipp Adam Schneiders Tod am 10. August 1901 übernahm sein Sohn Rudolf im Alter von 19 Jahren die Unternehmensleitung. Die Belegschaft war mittlerweile auf fast 100 Personen angewachsen. 1901 wurde mit der neu entwickelten Schuhcreme „Erdal“ eines der wichtigsten und meistverkauften Produkte von Werner & Mertz eingeführt. Kurz darauf erweiterte man die Produktpalette zusätzlich mit Bohnerwachsprodukten. Ab 1903 leitete Rudolf Schneider das Unternehmen gemeinsam mit seinem Bruder Hermann Schneider. 1905 ging das Unternehmen komplett in den Besitz der Familie Schneider über.
Im Jahr 1908 vernichtete ein Großbrand alle Fabrik- und Wohngebäude in der Erthalstraße, aber bereits im Herbst des gleichen Jahres wurden auf der Ingelheimer Aue die neuen Fabrikgebäude bezogen. Nach einem Brand im Jahre 1917 wurde im Sommer 1918 die Produktion am selben Standort im neu errichteten Werk in Mainz-Mombach fortgeführt. Bei diesem Neubau entstand auch der „Froschturm“, noch heute Wahrzeichen der „Erdal“ in Mainz.
In den 1920er Jahren wurde die Werbung für Erdal, das mittlerweile bekannteste Produkt von Werner & Mertz, intensiviert: erst in den Printmedien mit kleineren Anzeigen und, von 1928 bis 1939, mit einer aufwändiger gestalteten Ratgeberserie zur Schuhpflege mit dem Titel Ratschläge des klugen Froschkönigs. In den 1930er Jahren kamen auch kleinere Werbefilme hinzu. Weiterhin wurden in der Zwischenkriegszeit die Produktpalette, die Produktionskapazitäten und die Logistik erweitert. In Österreich, Holland, Polen und der Tschechoslowakei wurden Zweigfabriken gegründet und ein PKW- und LKW-Fuhrpark aufgebaut. 100.000 Einzelhandelsunternehmen wurden damals von Werner & Mertz in Deutschland beliefert. 1939 beschäftigte das Unternehmen 1800 Mitarbeiter.
Während des Zweiten Weltkriegs wurde Schuhcreme von Werner & Mertz als „kriegswichtiger Artikel“ eingestuft. Die Produktion lief weiter, litt allerdings unter Rohstoffknappheit und dem Einzug der kriegstauglichen Mitarbeiter zum Wehrdienst. Letzteres führte zum Einsatz von Zwangsarbeitern. Rund 20 Zwangsarbeiter aus Polen, Russland und Frankreich waren während des Zweiten Weltkriegs bei Werner & Mertz tätig. Das Unternehmen leistete dafür im Jahr 2000 Wiedergutmachungszahlungen in den „Fonds der Deutschen Wirtschaft zur Entschädigung der Zwangsarbeiter während des Zweiten Weltkriegs“, der Stiftung „Erinnerung, Verantwortung und Zukunft“. Am 27. September 1944 zerstörte ein Großangriff alliierter Bomberverbände 80 Prozent der Unternehmensgebäude, der Froschturm blieb jedoch erhalten.
Am 16. März 1948 bekam das Unternehmen die dritte und endgültige Produktionsgenehmigung der zuständigen alliierten Stellen. Am 3. Mai 1946 meldete Radio Frankfurt, dass die „weltbekannte Erdal-Fabrik“ wieder produziere. Bereits 1950 wurde ein neues Verwaltungsgebäude eingeweiht. Das Zweigwerk in Hallein, Österreich, nahm Anfang 1954 die Produktion auf. Im selben Jahr schied Rudolf Schneider aus der Unternehmensleitung aus. 1962 übergab Hermann Schneider die Unternehmensleitung an seinen Sohn Helmut. Die bis dahin größte Investition in der Unternehmensgeschichte war 1996 der Bau eines modernen Logistikzentrums mit einem vollautomatischen Hochregallager in Mainz. Von Helmut Schneiders drei Kindern übernahm sein Sohn Reinhard schließlich im Jahr 2000 und in fünfter Generation die Unternehmensleitung. Im September 2010 zog die Hauptverwaltung in ein „Energie-Plus-Bilanz-Haus“ an der Mainzer Rheinallee. Im Jahr 2019 wurde das neue Produktionszentrum „L8“ in Mainz eingeweiht. Mit Kosten in Höhe von 30 Millionen Euro handelt es sich nach Angaben des Unternehmens um die größte Einzelinvestition der Unternehmensgeschichte.

### Schuhcreme „Erdal“
Basierend auf der Kompetenz in der Wachsverarbeitung entwickelte das Unternehmen 1901 eine neuartige Schuhcreme auf Wachsbasis: Die zuvor verfügbaren Schuhfärbe- und -glanzmittel, bestehend aus Schwefel, Ruß, Sirup, Melasse und Wasser, wirkten eher zerstörerisch auf das Leder, hafteten weniger auf den Schuhen und verschmutzten die Kleidung. Werner & Mertz vermarktete die Schuhcreme in Anlehnung an die Adresse in der Erthalstraße unter dem Markennamen „Erdal“ und führte erstmals den Froschkönig als Markenzeichen im Jahr 1903 ein.

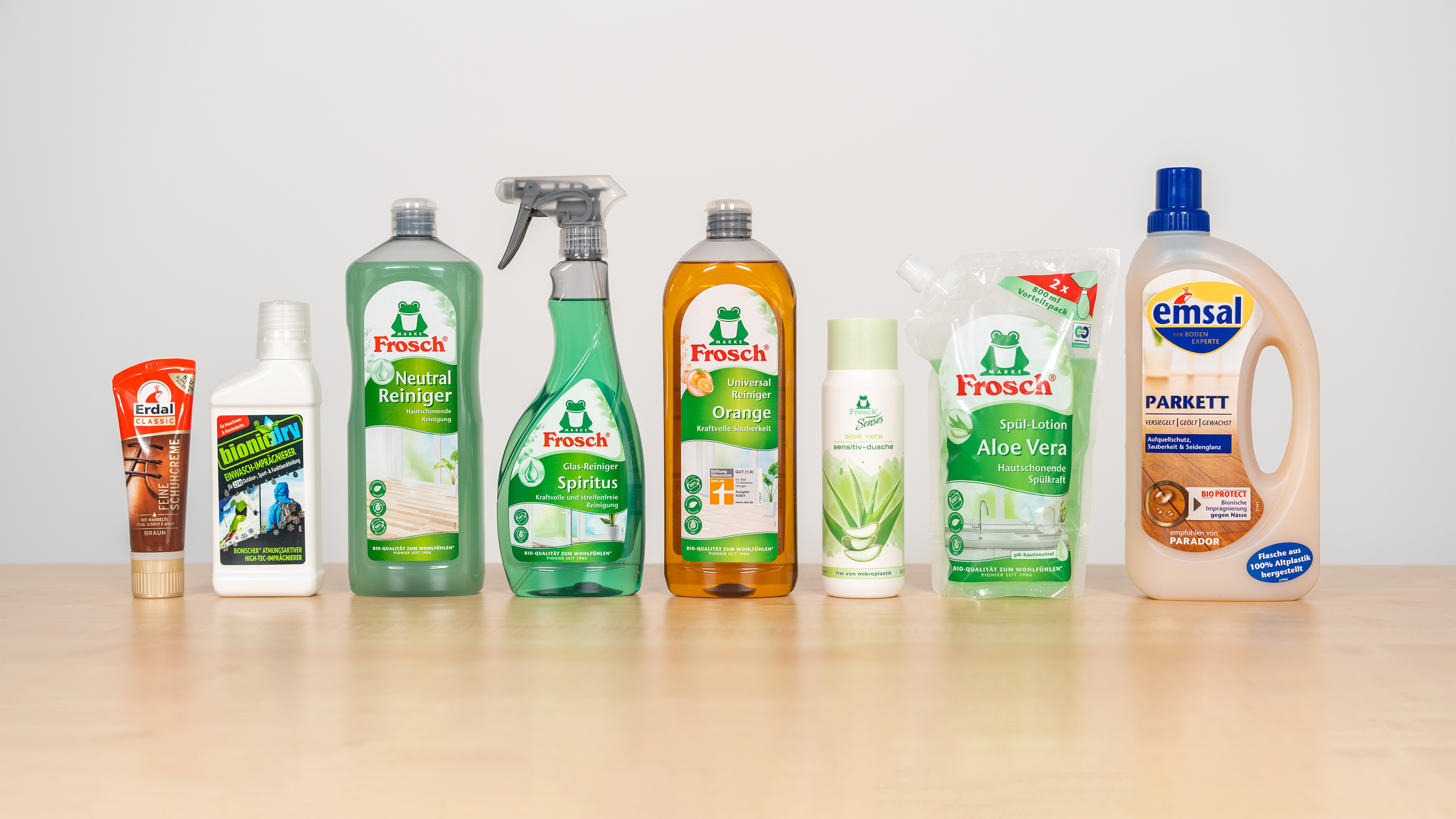
Verschiedene Produkte von Werner & Mertz

Zwischen 1912 und 1939 wuchs das Unternehmen durch neue Schuhpflegeprodukte, Erweiterung von Vertrieb und Logistik sowie Werbung und Verkaufsförderung stetig. 1921 war Erdal das meistverkaufte Schuhpflegemittel in Deutschland. Zu der Zeit waren geschätzt 1.200 Mitarbeiter im Unternehmen beschäftigt. 1928 wurde das Berliner Unternehmen Urban & Lemm aufgekauft, welches das erfolgreiche Schuhputzmittel Urbin herstellte. 1939 wuchs die Belegschaft auf rund 1.800 Beschäftigte an.

### Erweiterung der Produktpalette – Einführung der Marke „Frosch“
Nach dem Zweiten Weltkrieg, insbesondere ab den 1950er-Jahren, erweiterte Werner & Mertz sein Angebot um Haushaltsreiniger, unter anderem für Bäder und Teppiche. 1971 kam mit der Gründung der Tana Chemie GmbH ein Anbieter von Reinigungsmitteln für Großverbraucher wie Gaststätten, Krankenhäuser, Industrieanlagen und Bürogebäude hinzu.
1986 führte das Unternehmen unter der Marke „Frosch“ die ersten phosphatfreien Haushaltsreiniger ein. Unter der ökologisch positionierten Marke werden mittlerweile rund 80 Produkte (Stand: Juli 2020) vertrieben.
Seit 1996 ist das Erdal-Schuhpflegesortiment lösungsmittelfrei, seit 2009 enthalten Emsal-Produkte Inhaltsstoffe auf natürlicher Basis. 2008 lag der Jahresumsatz des Unternehmens bei 284 Millionen Euro, 2012 bei 305 Mio. Euro und 2015 bei 340 Mio. Euro.

## Positionierung und Außendarstellung

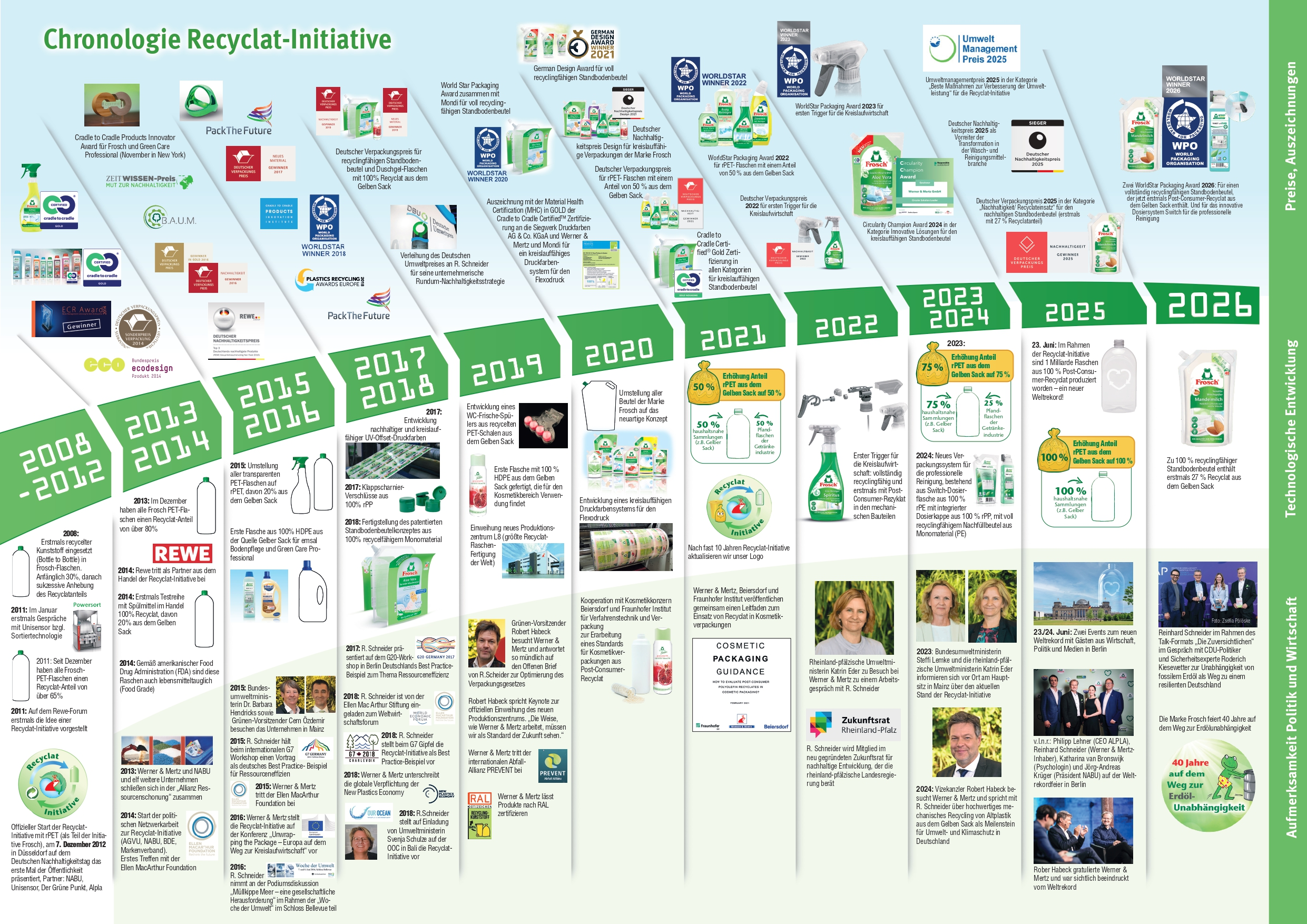
Chronologie der Recyclat-Initiative von Werner & Mertz (Eigendarstellung des Unternehmens, Stand November 2023)

Seit der Einführung von „Frosch“ positioniert sich Werner & Mertz als umweltverträgliches Reinigungsmittelunternehmen und verzichtete, wie oben beschrieben, in weiteren Produkten auf schädliche Inhaltsstoffe. Auch die an professionelle Anwender gerichtete Marke green care PROFESSIONAL sieht sich als grüne Alternative in ihrem Segment. Der Inhaber Reinhard Schneider forcierte die Entwicklung seit seiner Amtsübernahme im Jahr 2000. Unter seiner Leitung wurde ein Umwelt- und Nachhaltigkeitsmanagement eingeführt. Seit 2003 werden die Produktionsstätten nach dem Eco Management and Audit Scheme (EMAS) der Europäischen Union zertifiziert. Die Neubauten des Unternehmens, unter anderem für die Hauptverwaltung und das neue Produktionszentrum L8, wurden unter ökologischen und nachhaltigen Gesichtspunkten geplant und gebaut. Als „Initiative Frosch“ bündelt das Unternehmen seine Nachhaltigkeitsinitiativen.
2008 wurde erstmals recycelter Kunststoff bei der Produktion eingesetzt; 2012 war der offizielle Start der Recyclat-Initiative. Gemeinsam mit weiteren Partnern, darunter dem Grünen Punkt, verfolgt die Initiative das Ziel, mehr Kunststoffe aus dem Haushaltsmüll nutzbar zu machen. Die Initiative wirbt in Öffentlichkeit und Politik für eine höhere Recycling-Quote zum Schutz des Klimas und der Meere. Das Unternehmen lässt sich zudem im Rahmen der Recyclat-Initiative vom Naturschutzbund Deutschland beraten. So bestehen seit 2010 die Verpackungen zu 80 % aus recyceltem Plastik, anfänglich vor allem aus Plastikflaschen. Mittlerweile bestehen alle Reinigerflaschen der Marke Frosch zu 100 Prozent aus wiederverwertbaren Materialien. 2019 brachte Werner & Mertz die erste Duschgelflasche auf den Markt, die vollständig aus Recycling-Plastik aus dem Gelben Sack besteht.
Das Recycling von Kunststoffen ist insgesamt ein Nischengeschäft, da es im Vergleich zur Plastikherstellung aus Öl kostenintensiver ist. Das Unternehmen hielt 2020 bei gefallenen Ölpreisen dennoch als eines von wenigen an der Verwendung von Recycling-Plastik fest. Der Geschäftsführer Reinhard Schneider fordert in Gastbeiträgen (beispielsweise in der Wirtschaftswoche) und Interviews (z. B. mit dem ZDF) mehr Engagement der Wirtschaft im Umwelt- und Klimaschutz.

## Öffentliche Wahrnehmung

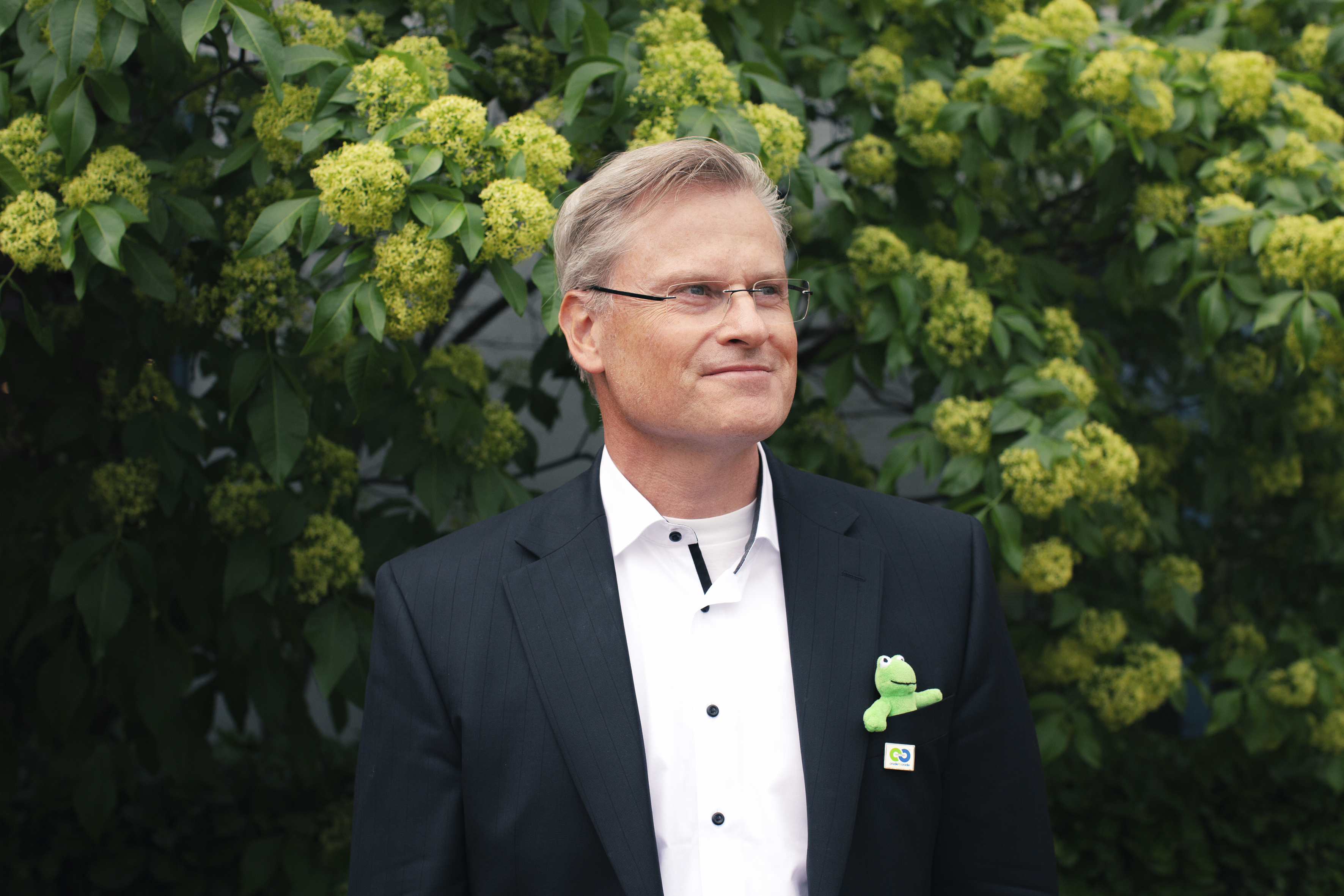
Reinhard Schneider (2020) mit Frosch

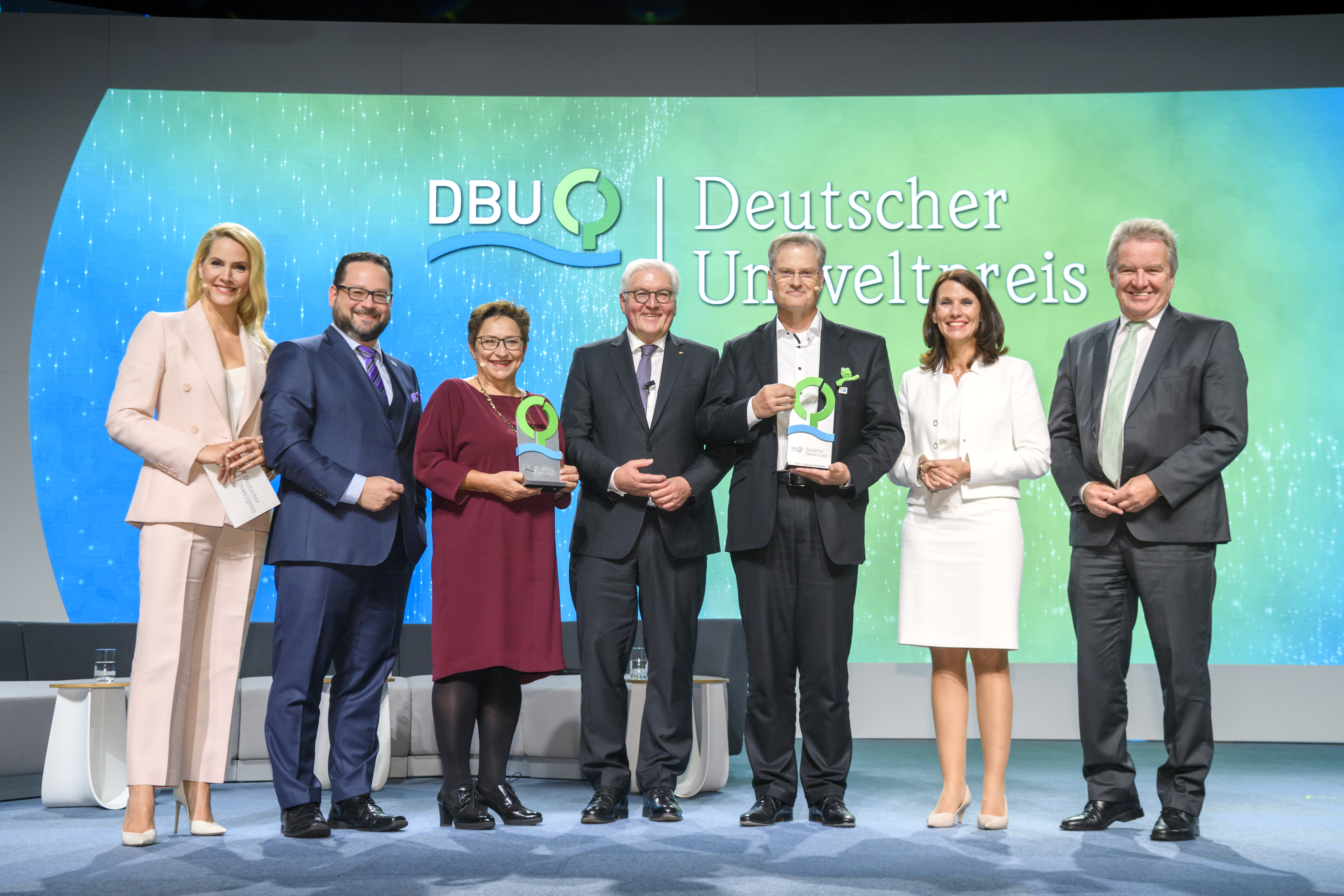
Preisverleihung Deutscher Umweltpreis 2019

### Image und Würdigung
„Deutsche Standards – Marken des Jahrhunderts“ aus dem Zeitverlag sieht in der Marke Frosch einen „Nachhaltigkeitspionier“ und prämierte sie als prägend für ihre Branche. Das Unternehmen bekam im Laufe seiner Geschichte verschiedene Preise für sein Handeln zuerkannt, seit den 2000er-Jahren vor allem Umweltpreise. So wurde der Neubau der Hauptverwaltung zunächst mit dem Umweltpreis des Landes Rheinland-Pfalz ausgezeichnet, später kam ein LEED-Zertifikat der höchsten Stufe („Platin“) für nachhaltiges Bauen hinzu. 2019 wurde Inhaber Reinhard Schneider der Deutsche Umweltpreis zugesprochen.

#### Auszeichnungen und Zertifikate
- 23. Oktober 1967: Gedenkmünze der Stadt Mainz „für die Treue des Unternehmens zum Standort Mainz“
- 1986: Umweltschutzpreis der Stadt Hallein an das österreichische Zweigwerk
- 1991: Verleihung des Österreichischen Staatswappens an das österreichische Zweigwerk und Würdigung der Bedeutung des Unternehmens für das Land Salzburg und die Stadt Hallein
- 2002: Werner & Mertz führt das Umweltmanagementsystem nach DIN EN ISO 14.001 ein und wird EMAS-II-zertifiziert.[22]
- 2010: Umweltpreis des Landes Rheinland-Pfalz[23]
- 2012: LEED Platinum für die Hauptverwaltung an der Rheinallee[24][25][26]
- 2014: ECR Award für Recyclat-Initiative[27][28]
- 2014: Verpackungspreis für Recyclat-Initiative des Unternehmens[29]
- 2014: Bundespreis Ecodesign für Recyclat-Initiative[30][31]
- 2014: Auszeichnung Vorbildliche Arbeitgeber Rheinland-Pfalz[32][33]
- 2019: Deutscher Umweltpreis für Unternehmensinhaber Reinhard Schneider[34]
- 2023: WorldStar Packaging Award für den gemeinsam mit Berry Global entwickelten „Sprühkopf für die Kreislaufwirtschaft“[35][36][37]
- 2024: Auszeichnung Circularity Champion Award[38]
- 2024: Deutscher Nachhaltigkeitspreis[39]

### Strafrechtliche Produkthaftung: Lederspray 1980–1988
Im Jahr 1988 mussten sich das Unternehmen und seine Manager in Deutschland vor Gericht wegen „fahrlässiger Körperverletzung“ und „lebensbedrohlicher Gesundheitsgefährdung“ verantworten. Manager des Unternehmens waren angeklagt, trotz der Kenntnis um die gesundheitlichen Gefahren, die von einem von Werner & Mertz hergestellten und seit 1980 über Tochtergesellschaften (Erdal Rex GmbH, Solitär GmbH) vertriebenen Ledersprays ausgingen, das Produkt weder rechtzeitig vom Markt genommen, noch zeitnah Warnhinweise auf den Produkten aufgebracht zu haben. In der Revision des Urteils vor dem BGH wurden die Verantwortung und die Haftung der Manager bestätigt.